# Don's Party
Pour plus de détails, voir Fiche technique et Distribution.
Don's Party est un film australien réalisé par Bruce Beresford, sorti en 1976.

## Synopsis
Don, un instituteur, vit dans la banlieue de Sydney avec sa femme Kath. Il organise une fête avec ses amis à l'occasion des élections fédérales australiennes de 1969.

## Fiche technique
- Titre : Don's Party
- Réalisation : Bruce Beresford
- Scénario : David Williamson d'après la pièce de théâtre de David Williamson
- Photographie : Donald McAlpine
- Montage : William M. Anderson (en)
- Production : Phillip Adams
- Société de production : Double Head
- Pays :  Australie
- Genre : Comédie dramatique
- Durée : 90 minutes
- Dates de sortie : 
  -  Australie : 10 novembre 1976

## Distribution
- John Hargreaves : Don Henderson
- Jeanie Drynan : Kath Henderson
- Ray Barrett : Mal
- Clare Binney : Susan
- Pat Bishop : Jenny
- Graeme Blundell : Simon
- Harold Hopkins : Cooley
- Graham Kennedy : Mack
- Veronica Lang : Jody
- Candy Raymond : Kerry
- Kit Taylor : Evan

## Distinctions
Le film a été présenté en sélection officielle en compétition lors de Berlinale 1977.